# Parque de Belleville - Télégraphe

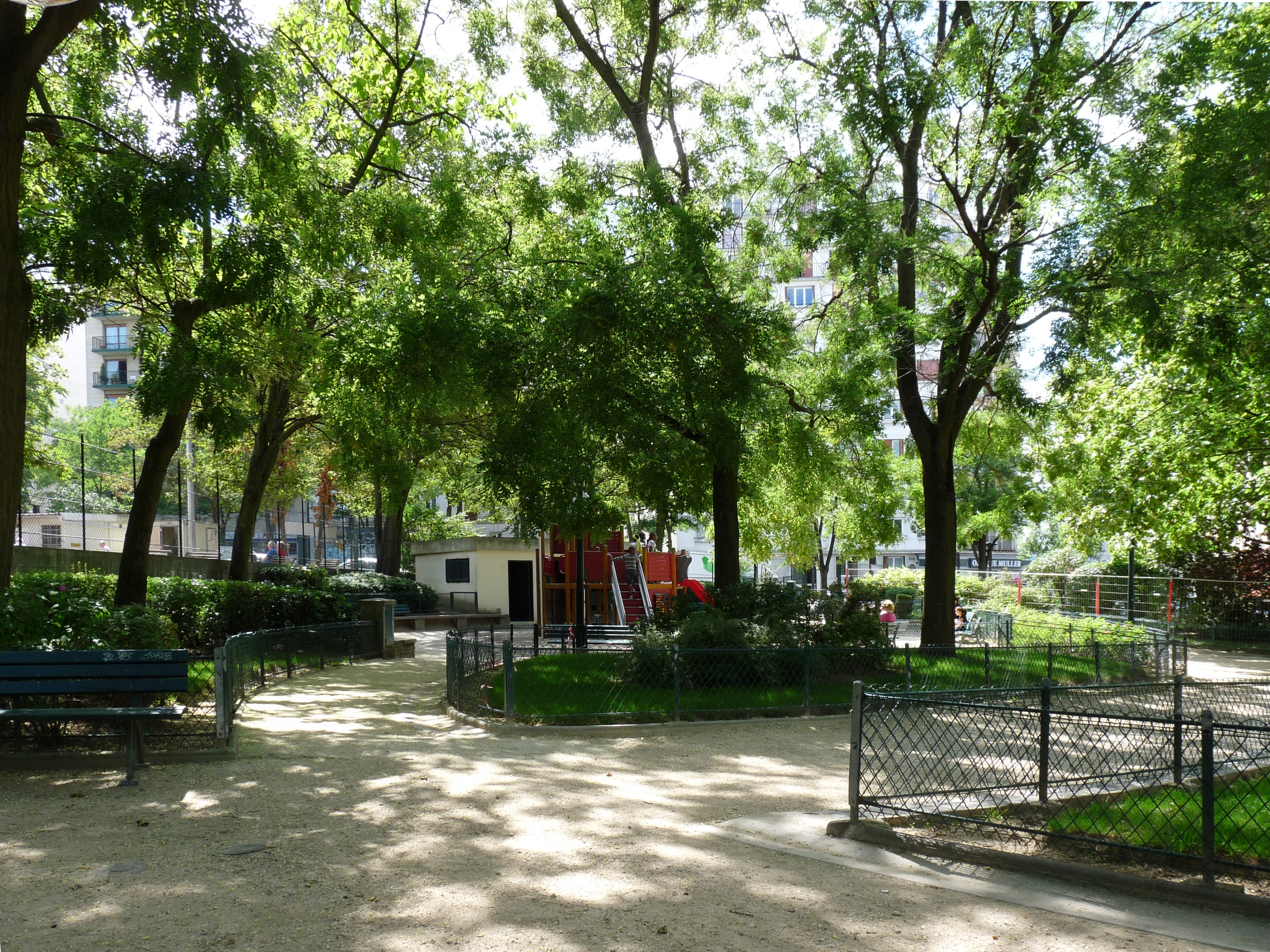
Parque de Belleville - Télégraphe.

El parque de Belleville - Télégraphe (Square Belleville - Télégraphe en francés) es un parque ajardinado del XX Distrito de París.

## Descripción
Espacio creado en el año 1969, se extiende sobre de 1816 m².
Lleva el nombre de las calles que lo rodean: la rue Belleville al norte y la rue Télégraphe al oeste; fue en esta colina donde se efectuaron las primeras pruebas telegráficas en París. Los lados sur y este colindan con el Cementerio de Belleville.
El parque dispone de un área de juegos infantiles, así como un espeso arbolado de variadas especies.
En la zona existe una densa población aviar, que hallan cobijo en los árboles del parque.

## Situación
Se encuentra junto al cementerio de Belleville en la calle de Belleville. Se localiza igualmente en las coordenadas: 48°52′30″N 2°23′58″E / 48.87500, 2.39944
 -  Línea 11 - Télégraphe